# المركز الوطني للأعاصير
المركز الوطني للأعاصير (بالإنجليزية: National Hurricane Center)‏ هي دائرة أمريكية ضمن خدمة الطقس الوطنية. تهتم هذه الدائرة بمراقبة المناخ لأجل التنبؤ بالأعاصير. يقع المقر الرئيسي للمركز في مدينة ميامي في فلوريدا.